# اندرگان (ورزقان)
اندرگان(اندریان) یکی از روستاهای استان آذربایجان شرقی است که در همسایگی دهستان ارزیل و بیشک و سهرون بخش خاروانا شهرستان ورزقان واقع شده‌است قومیت اهالی ترک، دین اسلام مذهب شیعه و به زبان ترکی آذربایجانی است.
همچنین این روستا معدن طلا دارد که در دست روس‌هاست رگه هایی پر عیار و.... 
جمعیت این روستا، برپایهٔ نتایج سرشماری عمومی نفوس و مسکن سال ۱۳۸۵ خورشیدی، ۹۱۱ نفر بوده‌است.